# Ракхи Савант
Ракхи Савант (англ. Rakhi Sawant; имя при рождении — Ниру Бхеда, англ. Neeru Bheda; род. 25 ноября 1978) — индийская танцовщица
, фотомодель, телеведущая и актриса

, которая снялась во многих фильмах на хинди и нескольких фильмах на каннада, маратхи, ория, телугу и тамильском языках. Она была участницей первого сезона индийского реалити-шоу Bigg Boss 1 (2006) и финалисткой в Bigg Boss 14 (2020). Она была потенциальной невестой в первом сезоне реалити-шоу Swayamvar. Савант зарекомендовала себя в Болливуде как секс-символ.
Савант основала собственную политическую партию под руководством Джая Шаха под названием «Партия Раштрия Аам» для участия на Парламентских выборах в Индии 2014 года. Однако, после выборов она вступила в Республиканскую партию Индии (Атавале).

## Детство и семья
Актриса появилась на свет 25 ноября 1978 года в Мумбаи, получив при рождении имя Ниру Бхеда. После того, как её мать Джая Бхеда вышла замуж за Ананда Саванта, констебля в полицейском участке Ворли, Ракхи взяла фамилию своего отчима. Савант дебютировала в фильме «Огненный круг», используя имя Рухи Савант, прежде чем в конечном итоге стала именовать себя Ракхи Савант. Её брата зовут Ракеш Савант, у неё также есть сестра по имени Уша Савант.

## Карьера

### Начало карьеры
В 1997 году состоялся её дебют в кино в фильме «Огненный круг», где она снялась под именем Рухи Савант. Она продолжила исполнять небольшие роли и танцевальные номера в фильмах «Сводник», «Радужные надежды» и «Виражи судьбы».
В 2003 году она прошла прослушивание для танцевального номера в болливудском фильме «Верь мне». Она прослушивалась около четырёх раз, прежде чем её выбрали для прорывного танцевального номера «Mohabbat Hai Mirchi», на музыку Химеша Решаммии. Савант сыграла небольшие роли в таких фильмах, как «Отрываясь по полной...» и «Я рядом с тобой!».
В 2004 году она снялась в клипе «Pardesiya» из альбома DJ Hot Remix — Vol 3.

### Дебют на телевидении
В июне 2006 года певец Мика Сингх попытался поцеловать её на своем дне рождения, что вызвало споры в СМИ. Несколько месяцев спустя она появилась в первом сезоне реалити-шоу Bigg Boss. Она выбыла на 4-й неделе, но позже снова вернулась. Она вошла в четверку финалистов, но была выслана за несколько дней до грандиозного финала (24 января 2007 года, 84-й день). В 2007 году Ракхи дебютировала как певица в альбоме Super Girl, выпущенном Venus Records & Tapes. Позже она приняла участие в танцевальном реалити-шоу Nach Baliye с Абхишеком Авасти и стала первой вице-мисс. В 2008 году Савант появилась в фильме «Четвёрка сумасшедших» с песней-номером «Dekhta Hai Tu Kya». В 2009 году Савант запустила реалити-шоу Rakhi Ka Swayamwar, в котором она планировала выбрать своего будущего мужа с помощью древнего ритуала «Сваямвар». 2 августа 2009 года она выбрала своего спутника жизни, участника из канадского Торонто, Элеша Паруджанвалу. Однако, несколько месяцев спустя Савант объявила, что пара рассталась из-за непримиримых разногласий. После расставания она сказала в интервью, что обручилась с Элешем Паруджанвалой из-за денег.
В 2010 году Ракхи вела ток-шоу Rakhi Ka Insaaf, которое транслировалось на Imagine TV. Шоу вызвало споры из-за смерти участника после того, как Ракхи назвала его импотентом. В 2011 году она приняла участие в шоу Maa Exchange на Sony TV вместе с матерью Джайей Савант.
Часто появляясь в реалити-шоу в качестве ведущей, судьи или участника, Савант является постоянным артистом на сцене. В 2012 году она выступила в комедийном номере с Шахрух Ханом и Ранбиром Капуром на 57-й церемонии вручения премии Filmfare Awards и в танцевальном представлении в 2015 году с Ранвиром Сингхом и Арджуном Капуром в Малайзии.
В 2013 году она участвовала в «Welcome — Baazi Mehmaan Nawazi Ki» вместе с Анчалом Сабхарвалом, Санграмом Сингхом, Четаном Хансраджем и Мадхурой Наик. Шоу транслировалось на канале Life OK. Позже она была участницей «Лиги боксерского крикета».
Позже Савант сыграла главную роль в триллере Ek Kahani Julie Ki и появилась в эпизодической роли в комедийном фантастическом телесериале «Беги, Бакул, беги».
С 2020 по 2021 год Савант выступала в качестве претендента на участие в Bigg Boss 14. Она вышла в финал, но решила выйти из игры, выбрав денежный приз в размере 14 лакхов.
Ракхи также приняла участие в 4-м сезоне Bigg Boss Marathi в качестве обладателя уайлд-кард и стала первой участницей с уайлд-кард, вышедшей в финал Bigg Boss Marathi, и решила уйти с призом в 10 лакхов, став четвёртой вице-мисс шоу.

### Политическая деятельность
26 марта 2014 года она объявила о своих планах участвовать в парламентских выборах от северо-западного округа Мумбаи в качестве независимого кандидата. 28 марта она основала партию Раштрия Аам (RAP). У партии нет символа, назначенного избирательной комиссией. Однако Савант заявила, что ожидает что это будет «зеленый перец чили», который, по её мнению, соответствует её личности. Должностными лицами и сборщиками средств партии являются местные бизнесмены из Ошивары.
Она получила только 15 голосов от северо-западного избирательного округа Мумбаи и потеряла свой избирательный залог.
В июне 2014 года Савант покинула партию Раштрия Аам и присоединилась к Республиканской партия Индии (Атавале), выразив желание работать на благо далитов. Ракхи является вице-президентом партии и президентом женского крыла.

## Личная жизнь
В 2019 году Савант вышла замуж за нерезидента Индии по имени Ритеш, их брак распался в начале 2022 года. В мае 2022 года она вышла замуж за Адиля Хана Дуррани.
В ноябре 2018 года во время промоушена Continental Wrestling Entertainment от The Great Khali американская рестлерша Ребель ввязалась в танцевальную битву против Савант, во время которой Ребел схватила её в медвежьи объятия и бросила на спину. Это повредило спину Савант, и она потеряла сознание. Её доставили в ближайшую больницу.
4 апреля 2017 года она предстала перед судом Лудхианы в парандже за то, что сделала оскорбительные замечания в адрес мудреца Вальмики. В это время её сопровождал национальный координатор партии Индийский национальный конгресс Рахул Джоги, из-за чего она подверглась жёсткой критике.
Критика против Савант началась после того, как она приняла ислам, так, как она вышла замуж за мусульманина Адиля Дуррани, также появилась информация, что она сменила имя на Ракхи Савант Фатима. Адиль сначала отрицал брак, но вскоре, через несколько недель, он объявил что женился на Ракхи. В 2023 году она совершила свою первую умру в Мекке.